# Schwedeninsel
Die Schwedeninsel (früher Erlaich) ist eine kleine Binnenseeinsel östlich vor der Mündung des Roßgrabens im südlichen Verlandungsmoor des Ammersees, zwischen den Zuflüssen Ammer im Osten und Rott (Alte Ammer) im Westen.

## Geographie
Die Schwedeninsel ist 14.563 Quadratmeter groß, unbewohnt, mit Schilfwiesen bewachsen und liegt im für die Öffentlichkeit gesperrten Naturschutzgebiet Vogelfreistätte Ammersee-Südufer (seit 1979), in dem bedrohte Vogelarten brüten. Da die Insel an der Südseite nur durch einen etwa 200 Meter langen, 2 bis 3 Meter breiten ehemaligen Wassergraben vom Festland getrennt ist, der durch Schilfbewuchs fast vollständig verlandet ist, wird sie auch als Halbinsel betrachtet.
Die Insel gehört größtenteils zur Gemeinde Pähl, Gemarkung Fischen am Ammersee im Landkreis Weilheim-Schongau, nur ein schmaler Streifen an der Westseite mit 1.870 Quadratmeter gehört zum Markt und zur Gemarkung Dießen am Ammersee. Grundeigentümer ist der Freistaat Bayern.
| Gemarkung          | Lage      | Flurstück | Fläche m² |
| ------------------ | --------- | --------- | --------- |
| Dießen a.Ammersee  | Westen    | 1008      | 1870      |
| Fischen a.Ammersee | Nordosten | 157/3     | 4402      |
| Fischen a.Ammersee | Südosten  | 157/2     | 8291      |
|                    |           |           | 14563     |

Am Nordufer stehen die verrottenden Überreste einer früheren, in Blockbauweise errichteten Gaststätte. Diese hatte ein Ammerseefischer trotz staatlichen Vorkaufsrechts im hoch sensiblen Naturschutzgebiet erworben, musste sie aber wieder abgeben.

## Geschichte
Während des Dreißigjährigen Krieges brachten sich die Bewohner von Dießen mit ihren Booten vor plündernden schwedischen Soldaten auf das Erlaich in Sicherheit. Dies erklärt den heutigen Namen der Insel. Der frühere Name Erlaich taucht noch als Flurname auf aktuellen amtlichen Karten auf.

## Galerie

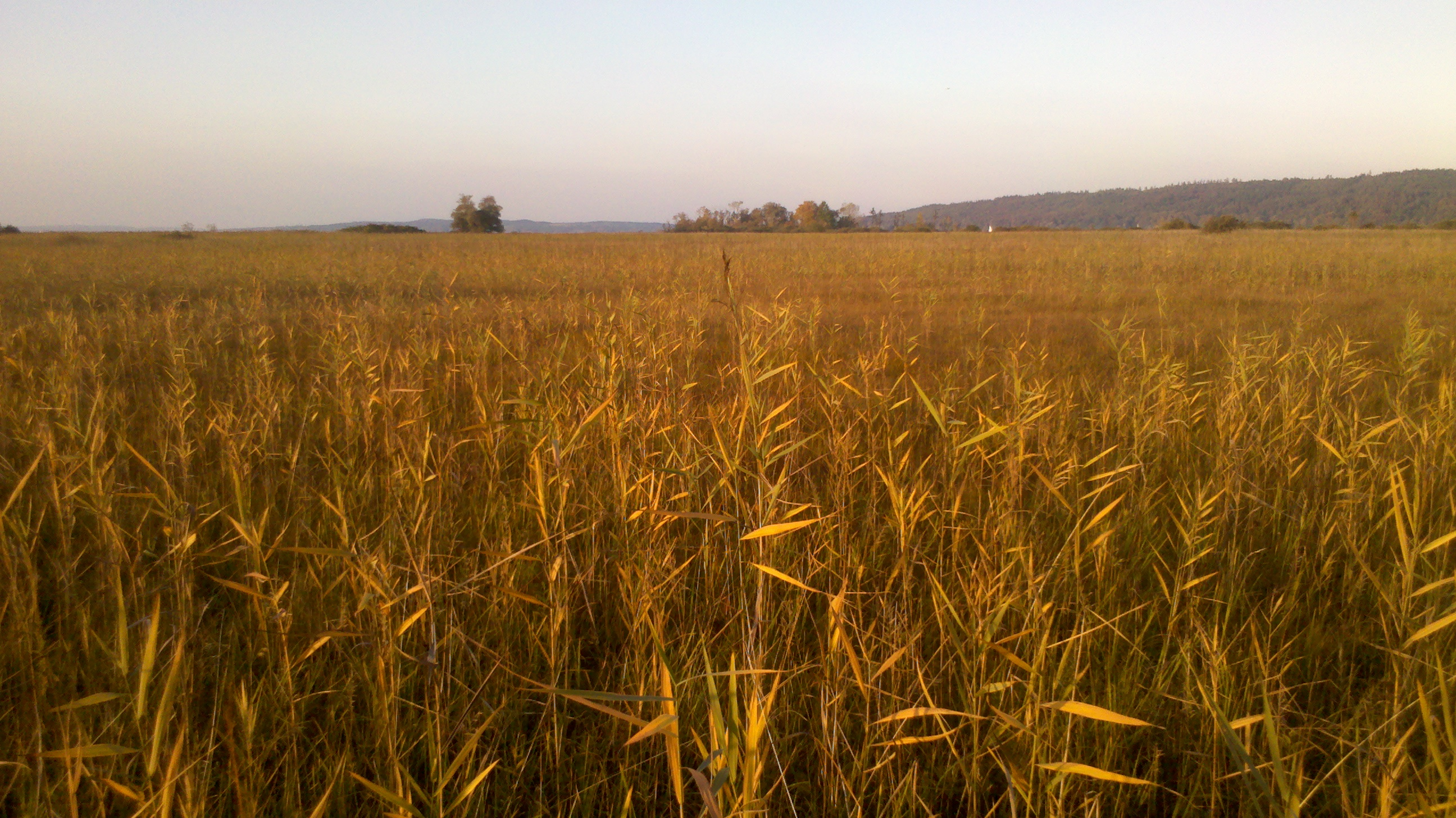
Schwedeninsel mit Schilfwiese von Süden, erkennbar an der Baumgruppe in der Bildmitte
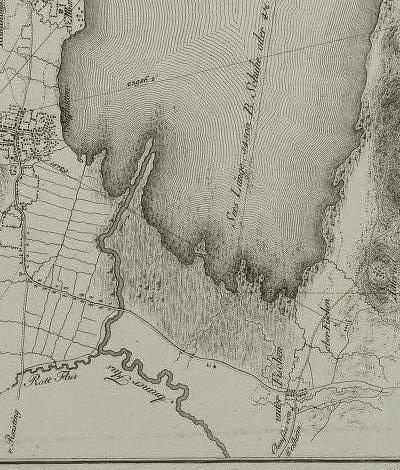
Auf dem Kupferstich von Adrian von Riedl von 1806–1808 ist die Schwedeninsel (Bildmitte) noch deutlich als Insel zu erkennen